# Wiadomości Zagłębia
Wiadomości Zagłębia – periodyk informacyjno-publicystyczny poświęcony problematyce Zagłębia Dąbrowskiego i ukazujący się w latach 1956–2013 jako tygodnik w formie papierowej, a w latach 2013–2020 wyłącznie w internecie w formie portalu.

## Historia
Pierwsze wydanie „Wiadomości Zagłębia” ukazało się 1 maja 1956 r. pod nazwą „Wiadomości Sosnowieckie”, a funkcję redaktora naczelnego pełnił w niej wówczas Edward Poppek. Pismo  posiadało dwie odmiany terenowe „Wiadomości Będzińskie” (które zamieniły się w niedługim czasie w „Wiadomości Będzińsko-Dąbrowskie”) oraz „Wiadomości Mysłowicko-Szopienickie”. Pierwsze numery wydawane były w formacie 28 na 40 cm i miały objętość 8 stron. 24 kwietnia 1959 r. ukazał się pierwszy numer „Wiadomości Zagłębia”, który objął swym zasięgiem wszystkie miejscowości Zagłębia Dąbrowskiego. Format tygodnika powiększył się, a jego objętość zmalała do 6 stron. W 1961 r. przestała ukazywać się wersja pisma ukazująca się w Mysłowicach i Szopienicach, a od 1962 r. redakcja rozpoczęła wydawanie osobnego tytułu, który objął tereny Zawiercia, Myszkowa i okolic. 
W 1961 r. „Wiadomości Zagłębia” zostało przejęte przez Śląskie Wydawnictwo Prasowe RSW „Prasa” w Katowicach. W grudniu 1970 r. ukazał się próbny numer tygodnika drukowany w kolorze. Pismo pod zmienionym tytułem „Zagłębie” było pierwszym lokalnym tygodnikiem w Polsce wydawanym w ten sposób. W 1976 r. wydawcy zdecydowali się na powrót do tytułu „Wiadomości Zagłębia” oraz czarno-białej szaty graficznej. Po wprowadzeniu stanu wojennego w grudniu 1981 r. wydawanie „WZ” zostało zawieszone. Tygodnik powrócił na rynek w marcu 1982 r. W 1990 r., w związku z procesem likwidacyjnym RSW "Prasa", tytuł "Wiadomości Zagłębia" został przejęty przez Sosnowiecką Spółdzielnię Pracy Dziennikarzy, która zgodnie z decyzją Komisji Likwidacyjnej RSW "Prasa" została w 1991 r. udziałowcem spółki z ograniczoną odpowiedzialnością "Wiadomości Zagłębia", będącej do 2006 r. wydawcą tygodnika. W latach 1991–1999 pismo zmieniało szatę graficzną, objętość i sposób składu, wykorzystując postęp technologiczny w branży drukarskiej. Przez okres rewolucyjnych zmian w poligrafii czasopismo przeprowadziła Jadwiga Krzeszowiec, która pełniła funkcję redaktora naczelnego od 1994 r. W 2007 r. tytuł „Wiadomości Zagłębia” zakupiła Wyższa Szkoła Humanitas w Sosnowcu. Wraz ze zmianą właściciela periodyk ponownie zmienił charakter i szatę graficzną. Odmłodzono zespół reporterski, a tygodnik stał się bardziej publicystyczny, drukując więcej tekstów analitycznych, opiniotwórczych i popularnonaukowych.

## Wersja cyfrowa i zakończenie działalności
16 kwietnia 2013 r. tygodnik „Wiadomości Zagłębia” przestał się ukazywać w wersji tradycyjnej (papierowej), stając się periodykiem internetowym. „Wiadomości Zagłębia” połączyły się z portalem e-sosnowiec.pl. Tygodnik przekształcił się w dziennik dostępny w sieci pod adresami www.wiadomoscizaglebia.pl oraz e-sosnowiec.pl. Tytuł przyjął nową dla siebie formułę portalu internetowego. Ostatni wpis na stronie internetowej pojawił się w 2020 r.. Wykreślenie z przedsiębiorców nastąpił 4 stycznia 2021 r.. Periodyk został zarchiwizowany i udostępniony w postaci elektronicznej w zbiorach Śląskiej Biblioteki Cyfrowej.